# Remo Saraceni
Remo Saraceni (15 de enero de 1935 – 3 de junio de 2024) fue un inventor de juguetes italoestadounidense. Era conocido por su invención del Walking Piano.

## Vida y carrera

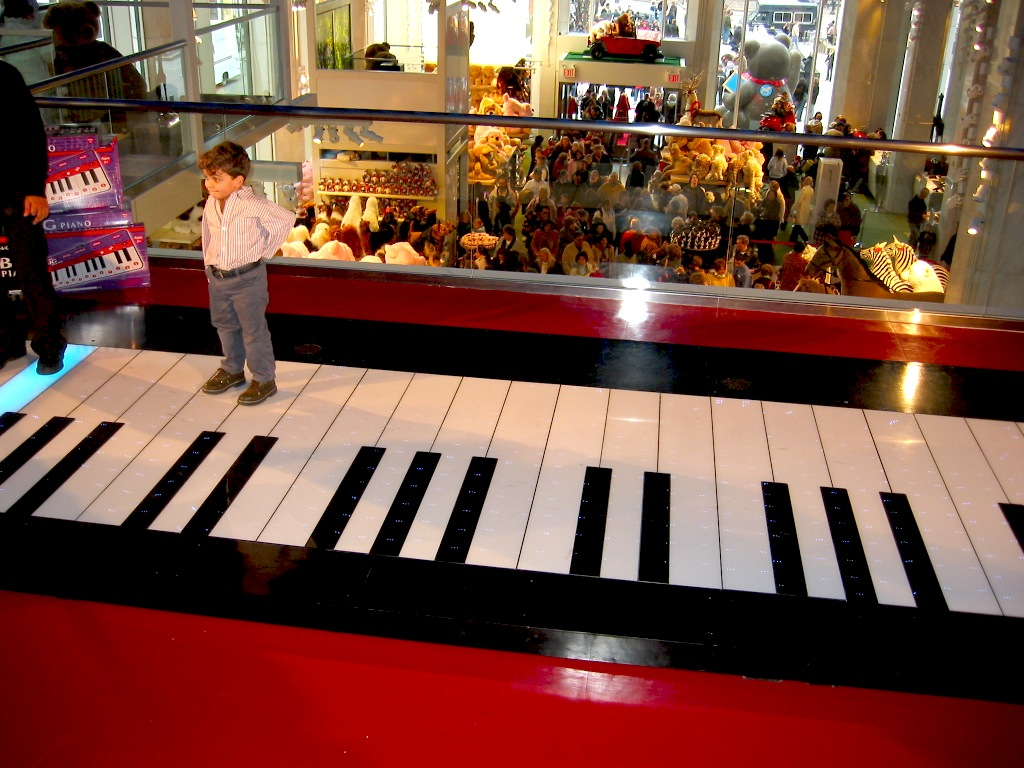
Walking Piano intentado por Saraneci.

Saraceni nació en Fossacesia el 15 de enero de 1935. Emigró a los Estados Unidos en 1964. Fue un artista, diseñador de iluminación, escultor, y un ingeniero electrónico.
En la década de 1980, Saraceni inventó el Walking Piano, un sintetizador de gran tamaño. Su invención se utilizó en la película de 1988 Big, donde los actores Tom Hanks y Robert Loggia bailaron sobre el piano en una escena de la película.
Saraceni murió en Swarthmore, Pennsylvania, el 3 de junio de 2024, a la edad de 89 años.